# Crowley, Texas
Crowley är en stad i den amerikanska delstaten Texas med en yta av 17,2 km² och en folkmängd som uppgår till 7 476 invånare (2000). Största delen av Crowley finns i Tarrant County, medan en liten del är belägen i Johnson County.